# Pryskyřník zvrhlý
Pryskyřník zvrhlý (Ranunculus hybridus) je druh rostliny z čeledi pryskyřníkovité (Ranunculaceae).

## Popis
Jedná se o vytrvalou rostlinu dorůstající nejčastěji výšky 10–15 (zřídka až 20) cm s krátkým oddenkem. Lodyha je přímá, lysá, ojíněná, zpravidla větvená. Listy jsou střídavé, přízemní jsou zpravidla 2, řapíkaté, lodyžní jsou s kratšími řapíky, vyšší pak přisedlé. Přízemní listy vyvstávají do období plodu. čepel je ledninitá, na okraji zubatá až vroubkovaná, ve vrcholové části pak 3-5 laločná nebo jen zastřihovaně zubatá s několika velkými zuby. Lodyžní listy 3-5 zubé, horní pak jen kopinaté. Květy jsou žluté.Kališních lístků je 5, lysé. Korunní lístky jsou žluté, je jich zpravidla 5. Kvete v červnu až v srpnu. Plodem je nažka, která je na vrcholu zakončená krátkým zobánkem. Nažky jsou uspořádány do souplodí.

## Rozšíření
Pryskyřník zvrhlý roste ve východní části Alp a v horách bývalé Jugoslávie na jihovýchod po západní Bosnu. Obsazuje zpravidla bazické substráty. V České republice neroste.